# 日産・アトレオン

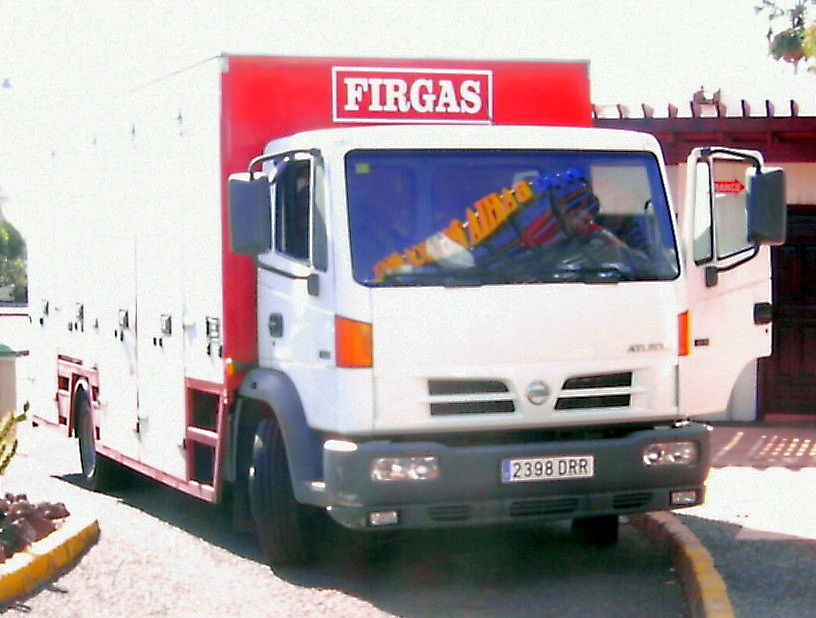
2代目中期型

アトレオン（ATLEON）は、日本の自動車メーカー、日産自動車により日産モトール・イベリカ会社アビラ工場において1997年から2013年にかけて製造され、主に欧州市場において販売された中型トラックである。
かつて欧州市場においては、F24型系アトラスが「キャブスター」の車名で販売されており、それより一回り大型クラスとして販売された。

## 前史（L/Mシリーズ）
- 1980年 - 日産自動車はスペインの自動車メーカー、エブロ（英語版）の株式を取得。
- 1987年 - 完全買収。これに伴い、エブロ車は次第に日産車へとなる。なお、エブロ・Pシリーズ（英語版）を代替するL/Mシリーズ[1]は、エブロ・Fシリーズ（英語版）と同様、エブロ車として販売された[2]。またエブロ・Fシリーズは日産エブロ・トレード[3]を経て、後に日産・トレードとなる。
- 1987年 - L/Mシリーズは日産エブロ・L/Mシリーズとなる[4]。
- 1990年 - エブロの社名が消滅し始める。
- 1990年 - 欧州市場各国において順次発売。
- 1995年 - ドイツ市場において発売。
- 2000年 - 製造終了。

## 初代（ECO-T/アトレオン）
- 1997年 - L/Mシリーズに改良を施し発売。多数の市場（ドイツ市場等）においては、「日産・ECO-T」または「日産カミオネス・ECO-T」（スペイン市場のみ）として、一部市場においては、「日産・アトレオン」として販売された。

## 2代目
- 2000年9月 - モデルチェンジを施し[5]車名を「アトレオン」へ統一。製造は日産モトール・イベリカ会社バルセロナ工場。架装はキャブ付シャシ、平ボデー、バンボデーの3種を用意。GVW3.5トン車は、欧州におけるB級運転免許（日本における普通免許）で運転可能なよう設計された。エンジンは当初B660TiL型、B660TiH型、B440Ti型ターボディーゼルを搭載し、何れも直噴。
- 2004年 - マイナーチェンジ。CIおよびフロントグリルの変更など。車名のフォントが日産統一のNE-01に変更された。そのほか前期型では車両左前にはNISSANロゴが表記されていたが、ATLEONロゴに変更された。
- 2006年 - マイナーチェンジを施し、フロントグリルをF24型アトラス/キャブスターと統一。以降、日産・ZD30型（110kW/3400回/分）及びカミンズ・ISB5-4H（136kW/2500回/分）を新たにコモンレール式ディーゼルへ改め、6速MTが組み合わされる。
- 2013年半ば - 製造・販売終了。代替車種は日産・NT500（ドイツ語版）。